# Sueño del sofomoro
En matemáticas, el sueño de sophomore (en inglés sophomore’s dream) o traducido como el sueño del estudiante de segundo año, consiste en el par de identidades (especialmente la primera de ellas)
{\displaystyle {\begin{aligned}\int _{0}^{1}x^{-x}\,dx&=\sum _{n=1}^{\infty }n^{-n}\\\int _{0}^{1}x^{x}\,dx&=\sum _{n=1}^{\infty }(-1)^{n+1}n^{-n}=-\sum _{n=1}^{\infty }(-n)^{-n}\end{aligned}}}
descubiertas en 1697 por Johann Bernoulli.
Los valores numéricos de estas constantes son aproximadamente {\displaystyle 1.291285997...} y {\displaystyle 0.7834305107...} respectivamente.

## Demostración

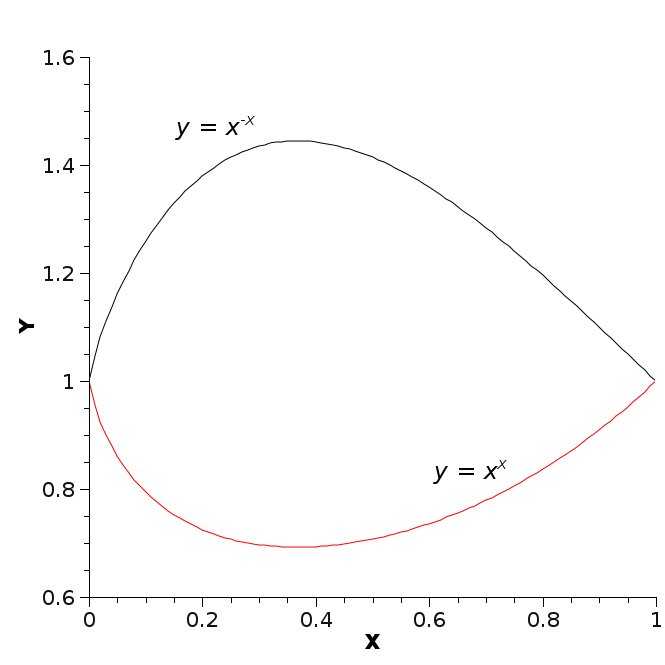
Gráfica de las funciones (rojo) y (gris) en el intervalo.

Las demostraciones de las dos identidades son completamente análogas, por lo que sólo la demostración de la segunda de ellas se presenta. Los ingredientes claves para la demostración son:
- Escribir {\displaystyle x^{x}=\exp(x\ln x)} donde se utiliza la notación {\displaystyle \exp(x)} para denotar la función exponencial {\displaystyle e^{x}}.
- Expandir {\displaystyle x^{x}=x\exp(\ln x)} utilizando la serie de potencia para la función exponencial.
- Integrar utilizando integración por sustitución.

En detalles, uno expande {\displaystyle x^{x}} como
{\displaystyle {\begin{aligned}x^{x}&=\exp(x\ln x)\\&=\sum _{n=0}^{\infty }{\frac {(x\ln x)^{n}}{n!}}\\&=\sum _{n=0}^{\infty }{\frac {x^{n}(\ln x)^{n}}{n!}}\end{aligned}}}
Por lo que
{\displaystyle \int _{0}^{1}x^{x}\,dx=\int _{0}^{1}\sum _{n=0}^{\infty }{\frac {x^{n}(\ln x)^{n}}{n!}}\,dx}
Por el teorema de la convergencia uniforme de las series de potencia, uno puede intercambiar los operadores de suma e integral para obtener
{\displaystyle \int _{0}^{1}x^{x}\,dx=\sum _{n=0}^{\infty }\int _{0}^{1}{\frac {x^{n}(\ln x)^{n}}{n!}}\,dx}
Para evaluar la integral de arriba, uno puede cambiar la variable de integración realizando la sustitución
{\displaystyle x=\exp \left(-{\frac {u}{n+1}}\right)}
Con esta sustitución, los límites de integración se transforman en {\displaystyle 0<u<\infty ,} obteniendo 
{\displaystyle {\begin{aligned}\int _{0}^{1}x^{x}dx&=\sum _{n=0}^{\infty }\int _{0}^{1}{\frac {x^{n}(\ln x)^{n}}{n!}}\;dx\\&=\sum _{n=0}^{\infty }{\frac {(-1)^{n}(n+1)^{-(n+1)}}{n!}}\int _{0}^{\infty }u^{n}e^{-u}\,du\end{aligned}}}
Por la identidad integral de Euler para el función gamma, tenemos que   
{\displaystyle \int _{0}^{\infty }u^{n}e^{-u}\,du=n!}
de modo que
{\displaystyle {\begin{aligned}\int _{0}^{1}x^{x}dx&=\sum _{n=0}^{\infty }\int _{0}^{1}{\frac {x^{n}(\ln x)^{n}}{n!}}\;dx\\&=\sum _{n=0}^{\infty }(-1)^{n}(n+1)^{-(n+1)}\end{aligned}}}
Si intercambiamos los índices para que empiece en {\displaystyle n=1} en lugar de {\displaystyle n=0} obtenemos
{\displaystyle {\begin{aligned}\int _{0}^{1}x^{x}\,dx&=\sum _{n=1}^{\infty }(-1)^{n+1}n^{-n}\\&=-\sum _{n=1}^{\infty }(-n)^{-n}\end{aligned}}}

## Generalizaciones
Una generalización de las dos integrales de arriba consiste en la integral
{\displaystyle \int _{0}^{1}x^{cx^{a}}dx}
siendo {\displaystyle a} y {\displaystyle c} números reales, esto es, {\displaystyle a,c\in \mathbb {R} }. 
Procediendo similarmente y utilizando la identidad
{\displaystyle \int _{0}^{1}x^{m}(\ln x)^{n}dx=(-1)^{n}{\frac {n!}{(m+1)^{n+1}}}}
puede demostrarse que
{\displaystyle {\begin{aligned}\int _{0}^{1}x^{cx^{a}}dx&=\sum _{n=0}^{\infty }{\frac {(-1)^{n}c^{n}}{(na+1)^{n+1}}}\\&=1-{\frac {c}{(a+1)^{2}}}+{\frac {c^{2}}{(2a+1)^{3}}}-{\frac {c^{3}}{(3a+1)^{4}}}+\cdots \end{aligned}}}

### Casos Particulares
Además de los casos {\displaystyle c=-1} y {\displaystyle a=1} con el que recuperaríamos la integral
{\displaystyle \int _{0}^{1}x^{-x}dx}
y el caso {\displaystyle c=a=1} con el que obtenemos
{\displaystyle \int _{0}^{1}x^{x}dx}
es interesante dar algunos valores a {\displaystyle c} y {\displaystyle a}.
Si {\displaystyle c=1} y {\displaystyle a=2} entonces obtenemos
{\displaystyle {\begin{aligned}\int _{0}^{1}x^{x^{2}}dx&=\sum _{n=0}^{\infty }{\frac {(-1)^{n}}{(2n+1)^{n+1}}}\\&=1-{\frac {1}{3^{2}}}+{\frac {1}{5^{3}}}-{\frac {1}{7^{4}}}+\cdots \\&=0.896488...\end{aligned}}}
Si {\displaystyle c=1} y {\displaystyle a=1/2} entonces
{\displaystyle {\begin{aligned}\int _{0}^{1}x^{\sqrt {x}}dx&=\sum _{n=0}^{\infty }{\frac {(-1)^{n}}{\left({\frac {n}{2}}+1\right)^{n+1}}}\\&=1-{\frac {1}{\left({\frac {3}{2}}\right)^{2}}}+{\frac {1}{\left({\frac {4}{2}}\right)^{3}}}-{\frac {1}{\left({\frac {5}{2}}\right)^{4}}}+\cdots \\&=0.658582...\end{aligned}}}